# Błażej Augustyn
Błażej Augustyn (* 26. Januar 1988 in Strzelin) ist ein polnischer Fußballspieler.

## Karriere

### Verein
Augustyns Karriere begann in seinem Heimatland bei Strzelinianka Strzelin. Über die Stationen Śląsk Wrocław und UKS SMS Łódź kam er 2005 in die Jugendabteilung des englischen Fußballvereins Bolton Wanderers. Im Juli 2006 kam er in die Reservemannschaft. Sein Pflichtspieldebüt für die Trotters gab der Pole in der dritten Runde des FA Cups gegen die Doncaster Rovers, als er für Abdoulaye Méïté eingewechselt wurde. In England spielte der 191 cm große Innenverteidiger hauptsächlich in der Reservemannschaft der Bolton Wanderers. In der Saison 2007/08 spielte er wieder in Polen für Legia Warschau. Mit dem polnischen Erstligateam konnte er gleich in seinem ersten Jahr den nationalen Pokal gewinnen. In der Saison 2008/09 wurde Augustyn in die italienische Serie B zu Rimini Calcio verliehen. Ab Sommer 2009 spielte der Verteidiger für den italienischen Erstligisten Catania Calcio, wurde jedoch in der Saison 2011/12 an Vicenza Calcio in die Serie B verliehen. Zur Saison 2013/14 wechselte Augustyn wieder in seine Heimat zu Górnik Zabrze. In seiner Zeit in Italien absolvierte er 17 Ligaspiele in der Serie A und 30 Ligaspiele in der Serie B. Für Górnik Zabrze spielte er in 1,5 Jahren 22 Mal in der Ekstraklasa und erzielte 2 Tore. Allerdings konnte er sich nie dauerhaft in die Stamm-Mannschaft spielen. Zur Saison 2015/2016 wechselte Błażej Augustyn nach Schottland zu Heart of Midlothian FC. Für die Hearts absolvierte er 22 Ligaspiele. Nachdem sein Vertrag mit den Schotten nicht verlängert worden war, wechselte Augustyn in die italienische Serie B zu Ascoli Picchio FC 1898, wo er für 2 Jahre unterschrieb. Seit 2017 spielt er für Lechia Gdańsk in der Ekstraklasa. Hier konnte er 2019 erneut den nationalen Pokal gewinnen.

### Nationalmannschaft
Augustyn spielte bisher in der U-18-, U-19- und U-21-Nationalmannschaft Polens.

## Erfolge
- Polnischer Pokalsieger: 2008, 2019
- Polnischer Supercupsieger: 2020